# Buteo augur
La poiana augure (Buteo augur Rüppell, 1836) è un uccello rapace della famiglia degli Accipitridi.

## Distribuzione e habitat
Questo uccello è diffuso nelle regioni aperte africane, in una fascia che dall'Etiopia, dall'Uganda e dal Sudan meridionale si spinge fino al Congo orientale.